# Rocket 88
Rocket 88 (или Rocket "88") е песен, записана от „Джаки Брестън и неговите „Делта Катс“ през 1951 г. Зад името „Делта Катс“ седи групата на Айк Търнър „Кингс ъф Ритъм“, а Джаки Брестън е саксофонист в бенда, който изпълнява вокалите в композицията. Песента е считана от мнозина музикални критици за първия рокендрол запис. Текстът представлява ода към най-бързия автомобил по това време Rocket 88. Записът е продуциран от Сам Филипс, който харесва песента и закупува правата за нея. През 1952 г. той основава звукозаписното студио „Сън“, което става първата музикална компания, която издава рокендрол музика.